# Calyptra labilis
Calyptra labilis är en fjärilsart som beskrevs av Emilio Berio 1970. Calyptra labilis ingår i släktet Calyptra och familjen nattflyn. Inga underarter finns listade i Catalogue of Life.